# Christian Ferault
 (mars 2024).
Si vous disposez d'ouvrages ou d'articles de référence ou si vous connaissez des sites web de qualité traitant du thème abordé ici, merci de compléter l'article en donnant les références utiles à sa vérifiabilité et en les liant à la section « Notes et références ».
Christian Ferault, né le 28 juillet 1944, est un agronome et un économiste qui a été chercheur à l'Inra, directeur de l'enseignement supérieur au ministère de l'Agriculture, directeur scientifique de l'Institut national agronomique Paris-Grignon et conseiller du Président du Conseil des programmes au ministère de l'Éducation nationale.
Membre titulaire de l'Académie d'agriculture de France, il a fait partie du Bureau, au sein duquel il a assuré la fonction de Vice-secrétaire.
Il est l'auteur d'ouvrages relatifs à l'agriculture et à l'histoire et exerce la fonction de directeur de collection aux Éditions France Agricole.

## Biographie

### Jeunesse et études
Christian Ferault est ingénieur agronome (ISAB), docteur-ingénieur en sciences agronomiques (Institut national agronomique Paris Grignon), docteur d'État ès-sciences (Paris-Orsay), titulaire d'une HDR, d'un DES de sciences naturelles (biochimie) et de Masters d'économie politique et de géographie économique, agrégé d'économie et de gestion.

### Parcours professionnel
Christian Ferault, après avoir été enseignant de mathématiques et de sciences naturelles à Madagascar au titre de la coopération technique, a tout d’abord travaillé à l'INRA, à partir de 1965, comme ingénieur de recherche à la Station de pathologie végétale du centre de Versailles où il s'est essentiellement occupé de virologie végétale (pomme de terre, haricot…) et plus spécialement des virus associés à des champignons pathogènes des plantes et est l'auteur de nombreuses publications (35 publications scientifiques dont une majorité dans les Annales de Épiphyties puis de Pathologie végétale de l'Inra).
Au titre de l'Institut national de la recherche agronomique, il a été responsable de la coopération dans le domaine phytosanitaire avec l'Algérie et l'Espagne. Nommé directeur de recherche en 1985 on lui a confié la direction du Service de recherches intégrées sur la Production végétale et la Protection des plantes (SRIV). Cette structure nationale, nouvellement créée, a été rattachée au Département de phytopharmacie et d'écotoxicologie dont il a assuré également la fonction de chef de département adjoint. Au cours de ses travaux de recherche à l'INRA, il a dirigé une vingtaine de DAA, DEA et DES et onze thèses de doctorat.
Appelé au ministère de l'Agriculture comme sous-directeur chargé de l'enseignement supérieur, il y a conduit des actions importantes de rénovation, la mise en place de la formation par la recherche et a beaucoup contribué au rapprochement entre l'enseignement supérieur agronomique et les grands organismes de recherche (Inra entre autres).
Il a ensuite, professeur consultant, assuré les fonctions de directeur scientifique de l'Institut national agronomique Paris-Grignon entre 1992 et 2001 et été le fondateur et directeur de l'École doctorale des grandes écoles du vivant d'Île-de-France (ABIES : agriculture, alimentation, biologie, environnement et santé). À cette époque, il fut également Conseiller spécial du Président de la République centrafricaine, chargé des questions de recherche et d'enseignement supérieur et a assuré la coopération de l'Institut avec l'enseignement supérieur et le CNRS libanais (programmes "Cèdre")
Il a été, enfin, appelé comme conseiller chargé de la biologie et de l'économie, au cabinet du président du Conseil des programmes du ministère de l'Éducation nationale (Pr Jean-Didier Vincent) entre 2002 et 2005.
Christian Ferault a également beaucoup enseigné, notamment en tant qu'assistant à la chaire de géographie économique du CNAM en 1976 et1977, professeur de pathologie végétale à l'institut supérieur agricole de Beauvais entre 1969 et 1992, chargé de cours de virologie à l'INA P-G et à l'ENS d'Horticulture de Versailles de 1970 à 1984, professeur de virologie végétale à l'Université de La Havane, de 1970 à 1972, et professeur consultant à l'INA P-G de 1992 à 2001,

## À l’Académie d’Agriculture de France
Élu Membre Correspondant national en 2004 de l'Académie d'agriculture de France, dans la section « Économie et politique agricoles et rurales » puis Membre titulaire en 2008 en section « Sciences de la vie », il a rejoint celle d'Économie depuis 2012, tout en participant aux travaux de ces deux sections.
De 2006 à 2013 il a été Rédacteur en chef des deux publications périodiques de l'Académie: « Les Comptes Rendus » et « La Lettre ».
Élu Vice-Secrétaire en 2009, il a assuré cette fonction et la Rédaction en chef jusqu'en 2013.
Depuis 2014 il est chargé de mission auprès du Secrétaire perpétuel avec notamment les obligations qui accompagnent cette fonction, les recensions d'ouvrages destinées au site académique et des travaux divers sur l'histoire de l'AAF.
Dans le cadre de l'Association pour l'étude de l'histoire de l'agriculture (AEHA) dont il a été Secrétaire général adjoint puis Secrétaire général entre 2004 et 2013, et maintenant Secrétaire général honoraire, il a assuré la Rédaction en chef du Bulletin « Mémoire et Modernité ».

## À l'Académie du Maine
Élu membre titulaire en 2019.

## Distinctions
- Prix Jean-Dufrenoy de l’Académie d’Agriculture de France (1981)[2], Chevalier de la Légion d’honneur (2010)[3], Chevalier dans l’Ordre national du Mérite (1999)[1], Commandeur du Mérite agricole (2014)[1], Commandeur des Palmes académiques (2006)[1]. Prix de la Mayenne 2018 (Académie du Maine et Conseil départemental).

## Ouvrages publiés
- « Une Histoire des agricultures », éd. La France Agricole, 2009.  (ISBN 2-9522807-0-3)
- « Printemps et été 1944 à Lignières-la-Doucelle et Orgères-la-Roche », éd. de Géradé, 2010.  (ISBN 2-9522807-1-1)
- Version anglaise : « Stories of Lignières-Orgères pre and during the War », éd. S.R. Walton, 2010  (ISBN 2-9522807-1-1)
- Index biographique des membres de l'Académie d'Agriculture de France de 1761 à 2011 (avec Emile Choné, Jean Dunglas et Pierre Zert), 2011, 134 p., éd. AAF,  (ISSN 0989-6988)
- « Une Histoire de pomme de terre : la variété 'Institut de Beauvais' », éd. d’En Face, 2012. préface de Guy Paillotin  (ISBN 978-2-35246-032-9)
- « Une Histoire des agricultures, 2e édition revue, augmentée et illustrée », éd. Campagne et Compagnie, 2012.  (ISBN 979-10-90213-09-8)
- « Nouveaux rapports à la nature dans les campagnes » (éd. sc.), éd. Quae, 2012.  (ISBN 978-2-7592-1782-3)
- "250e anniversaire de l'Académie : deux siècles et demi au service de l'agriculture, de l'alimentation et de l'environnement" (avec François Sigaut et Jean-Paul Lanly), mars 2012, éditions de l'AAF 0989(Comptes Rendus).  (ISSN 0989-6988)
- « Parmentier et la fabuleuse carrière du tubercule », Colloque des 19 et 20 septembre 2013, Editions de l'Académie des Sciences, Arts et Lettres d'Amiens, mai 2014  (ISSN 1279-0370), p. 85-94 et 129-181.
- " Les plantes génétiquement modifiées :menace ou espoir", [coll. de 19 Académiciens, coord. J.-C. Pernollet], éd. Quae, 2015.
- "Le Frère Eugène-Marie : Un grand agronome picard du XIXe siècle", éd. L'Harmattan, 2015, préface de Charles Descoins,  (ISBN 978-2-343-06206-8)
- "Ermite en forêt mayennaise", éd. L'Harmattan, 2016, 295 p.  (ISBN 978-2-343-07871-7). Prix de la Mayenne 2018.
- "Voyage au bout de ma Résistance - Aux confins de l'Ouest, printemps 1944", éd. L'Harmattan, 2016, 151 p.  (ISBN 978-2-343-09483-0) (ISBN 978-2-343-06206-8)
- "Questions d'agriculture, d'environnement et de société. 100 ans d'évolution des connaissances et des pratiques au travers des "Comptes Rendus de l'Académie d'agriculture de France"", (avec Jean-Louis Bernard, Emile Choné et Jean-Paul Lanly, préface de Paul Vialle et Gérard Tendron), éd. L'Harmattan, 2017, 402 p.  (ISBN 978-2-343-12250-2)
- "La Sécurité alimentaire mondiale. État des lieux et prospectives", (avec Jean-Louis Rastoin, éds.sc.), éd. L'Harmattan, 2017, 312 p.  (ISBN 978-2-343-12592-3)
- "Amédée de Béhague (1803-1884). Eminent membre et grand mécène de la Société d'Agriculture de France" (avec Patrick Ollivier), éd. AAF, 2018, 32 p.  (ISBN 978-2-9567200-1-0)
- " La Première Guerre mondiale vécue à Lignières-la-Doucelle et à Orgères (Mayenne)", éd. de Géradé, 2018, 168 p.  (ISBN 978-2-9567200-0-3)
- "Caius Volusenus Quadratus, tribun militaire à l'armée de césar. Un officier de confiance, chargé de missions délicates", éd. Anovi, 2020, 98 p.  (ISBN 978-2-380670295)
- "Une Histoire de l'Académie d'agriculture de France" Tome 1 : La Société d'agriculture de Paris, de sa création en 1761 à 1815, éd. L'Harmattan, 2021, 244 p.  (ISBN 978-2-343-23987-3)
- In  "Santé et Société", Académie des sciences morales et politiques - Institut de France", 2022, "L'agriculture biologique : réalités et perspectives" PUF (à paraître)
- "Une Histoire de l'Académie d'agriculture de France" Tome 2.: La Société d'agriculture de Paris de 1816 à 1870. éd L'Harmattan,2022, 341 p.  (ISBN 978-2-140 26244-9)
- Directeur de la Collection « Agridécisions » aux éditions France agricole (de 2007 à 2016), directeur délégué de la collection "Les livres de l'Académie[4] et directeur de la collection "Agriculture et agro-alimentaire" aux éditions L'Harmattan
- "Une Histoire de l'Académie d'agriculture de France" Tome 3 : La Société nationale d'agriculture de France de 1871 à 1915, éd. L'Harmattan, mars 2023, 306 p.  (ISBN 978-2-14-033259-3)
- "Une Histoire de l'Académie d'agriculture de France" Tome 4 : La Compagnie de1916 à 1960, éd. L'Harmattan, mars 2024, 314 p.  (ISBN 978-2-336-440644)
- "Lignières-la-Doucelle et Orgères. Au début du XXe siècle, à travers des cartes postales", éd. DFS, mars 2024, 76 p.  (ISBN 978-2-956-720058)

## Divers
- Secrétaire général fondateur, en 1995, du Musée des Moteurs et de l’Outillage de Lignières-Orgères[5] (Mayenne)
- Auteur ou co-auteur de 90 articles et études sur la commune de Lignières-Orgères (histoire, géographie, démographie, agriculture, climatologie) la plupart publiés dans le Bulletin municipal.
- Conseiller municipal (1989-1995), Premier adjoint au maire (1995-2001) puis Conseiller municipal depuis 2014 de la commune de Lignières-Orgères (Mayenne)
- Président du Comité des fêtes de Lignières-Orgères (1995 à 2000). Co-organisateur de la fête du 15-août de la commune de 2014 à 2016.
- Membre de la "Société Chateaubriand" (spécialiste de l'"Itinéraire de Paris à Jérusalem").
- Spécialiste de la partie africaine du "Voyage au bout de la nuit" de Louis-Ferdinand Céline, de "L'Etranger" d'Albert Camus et du "Bal du comte d'Orgel de Raymond Radiguet.[réf. nécessaire]